# 尤里夫卡 (哈特內市鎮)
50°20′11″N 30°22′0″E / 50.33639°N 30.36667°E
尤里夫卡（烏克蘭語：Юрівка）是位於烏克蘭北部的村莊，由基辅州法斯蒂夫區的哈特內市鎮負責管轄。該村始建於1095年，面積0.3平方公里，海拔高度142米，2001年人口922，人口密度每平方公里3,125.4人。

## 画廊

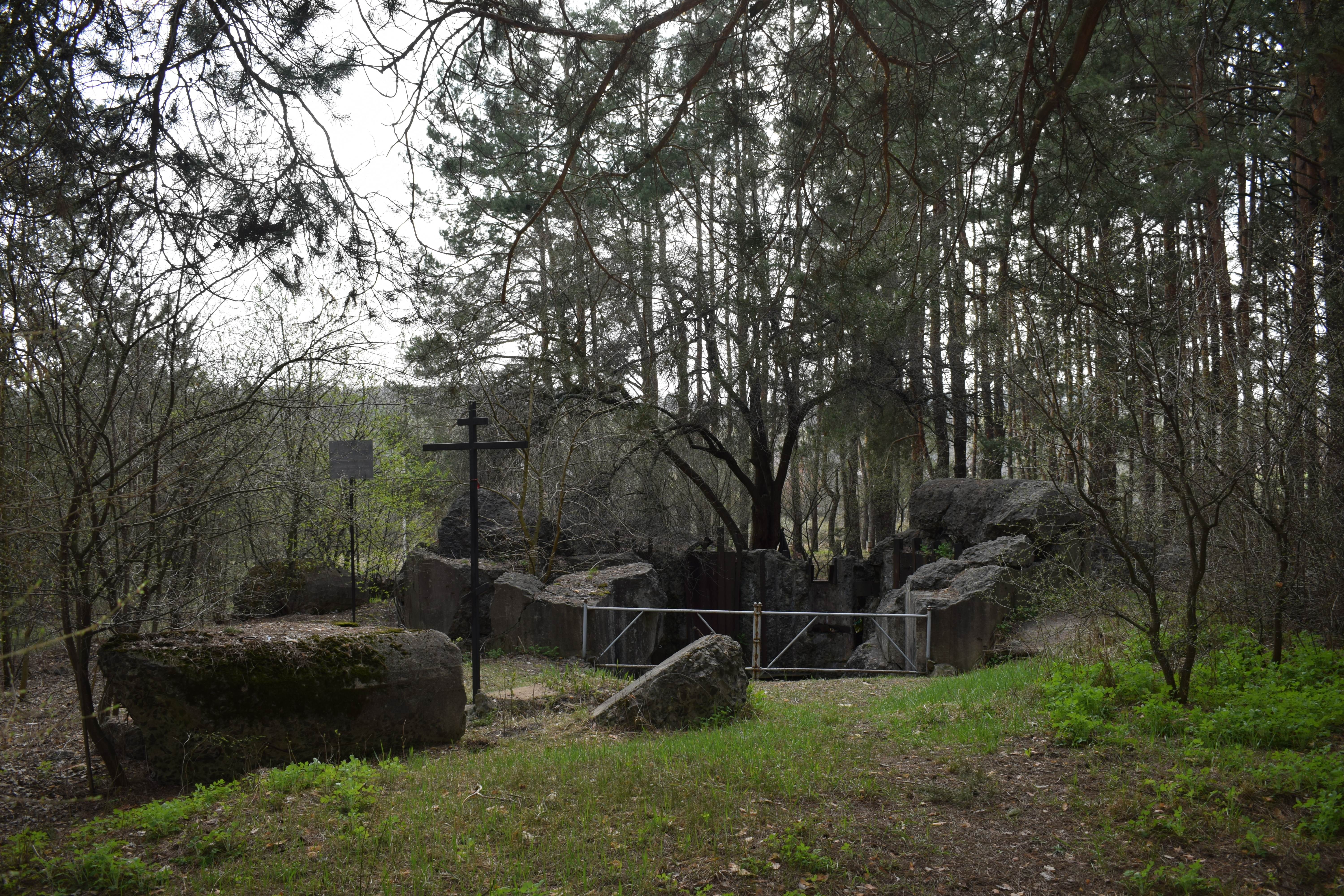
药盒 202号
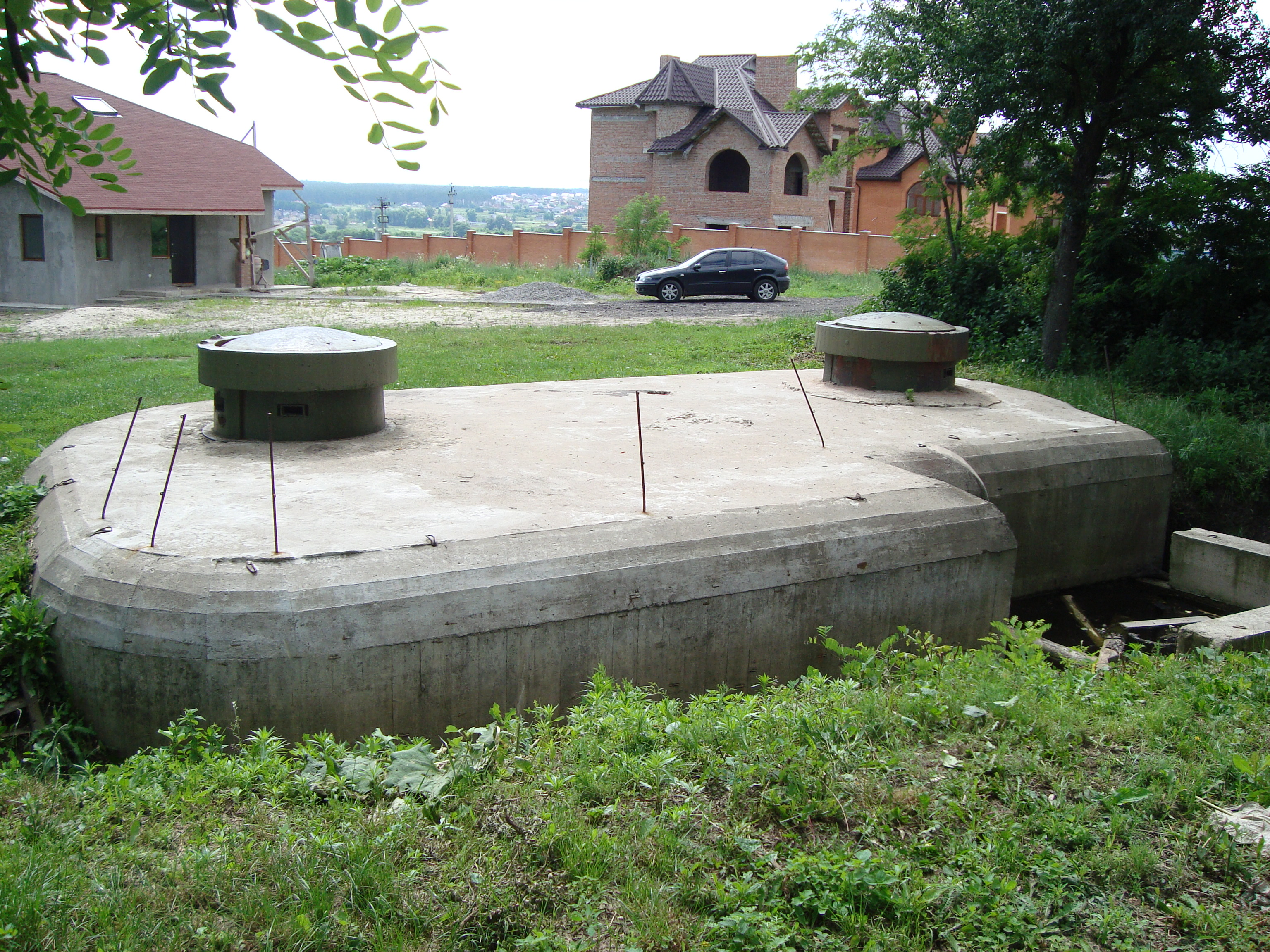
炮兵观察哨 204号
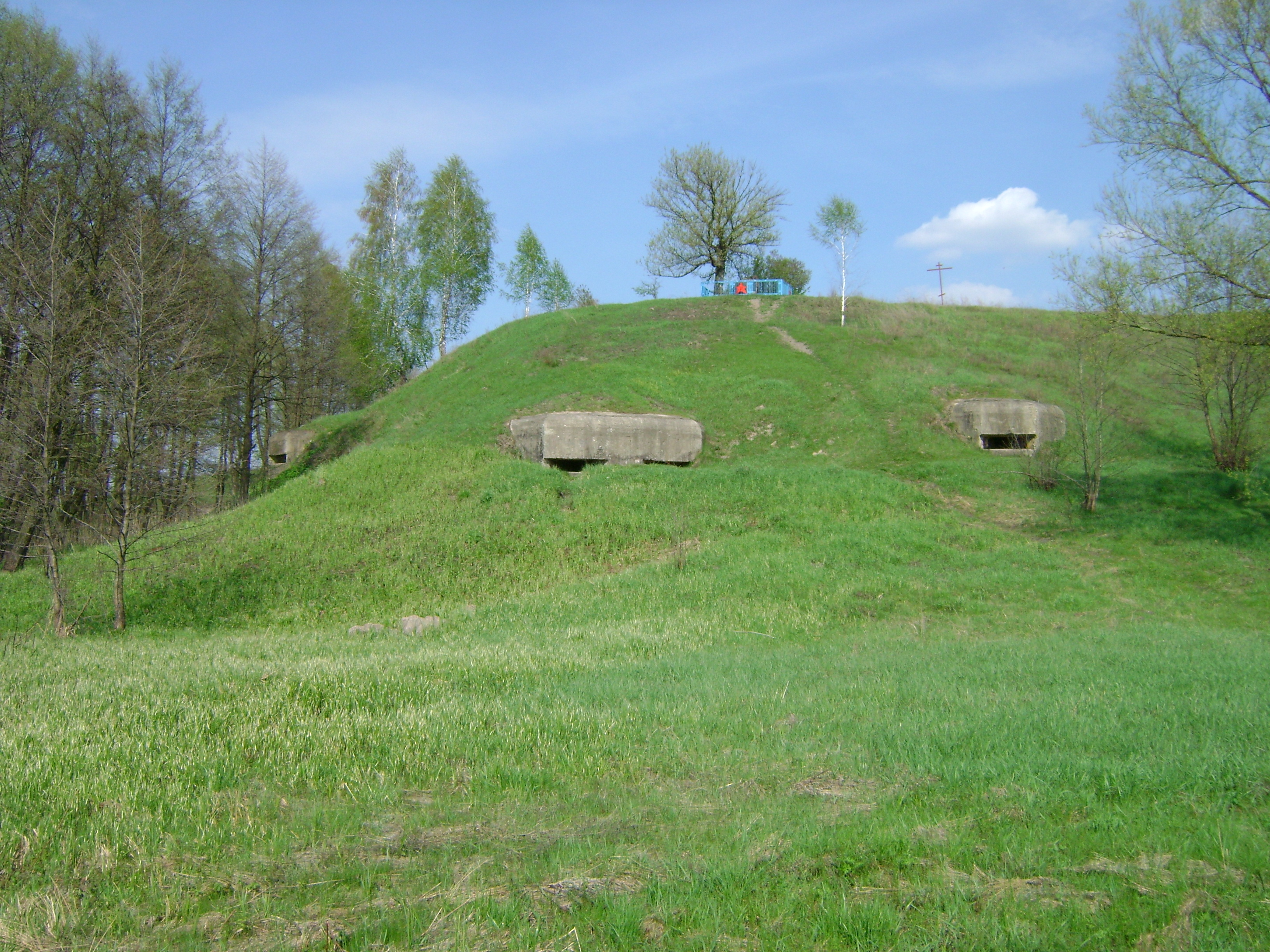
药盒205号
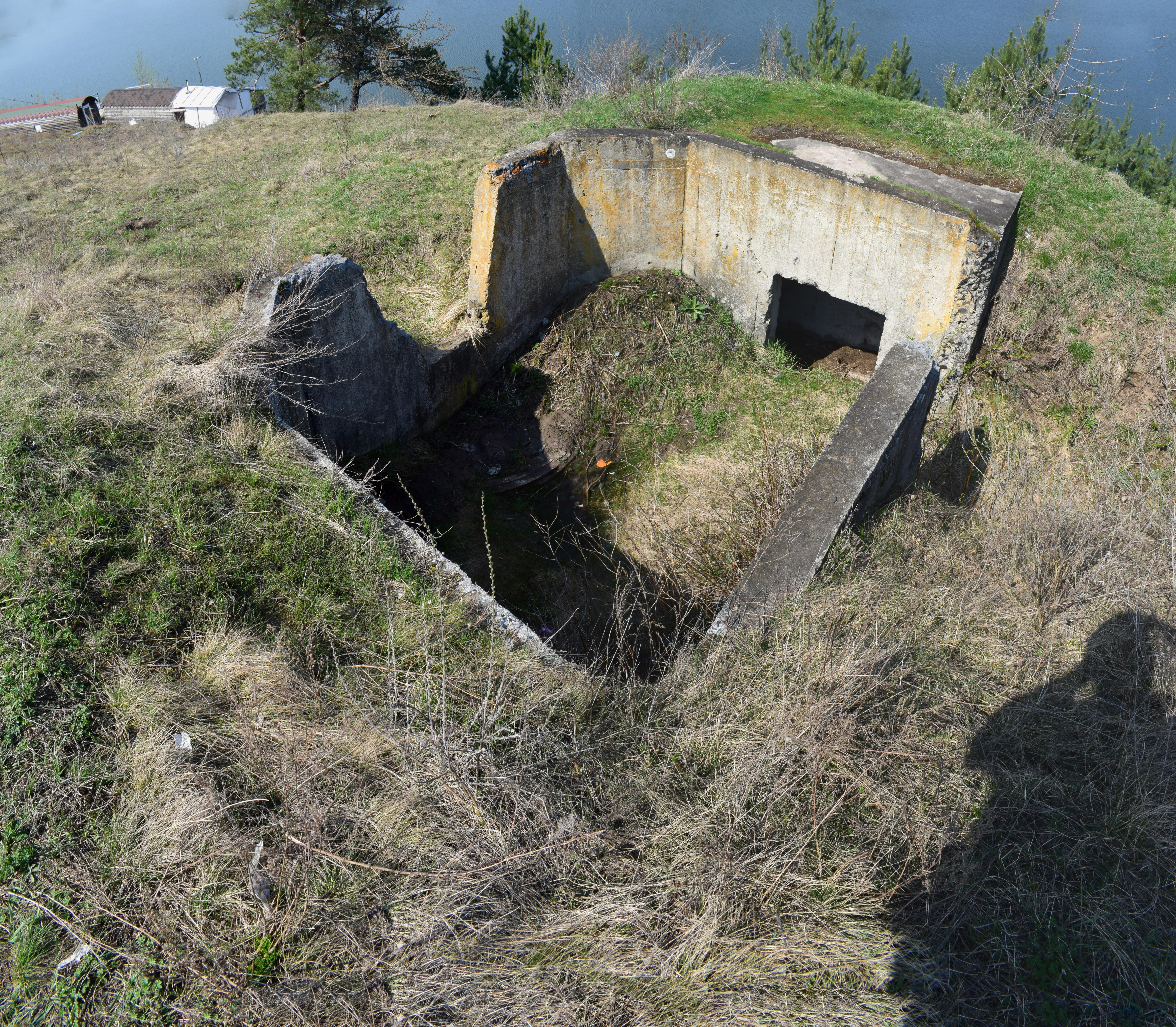
路边火炮安装（重型） 207号
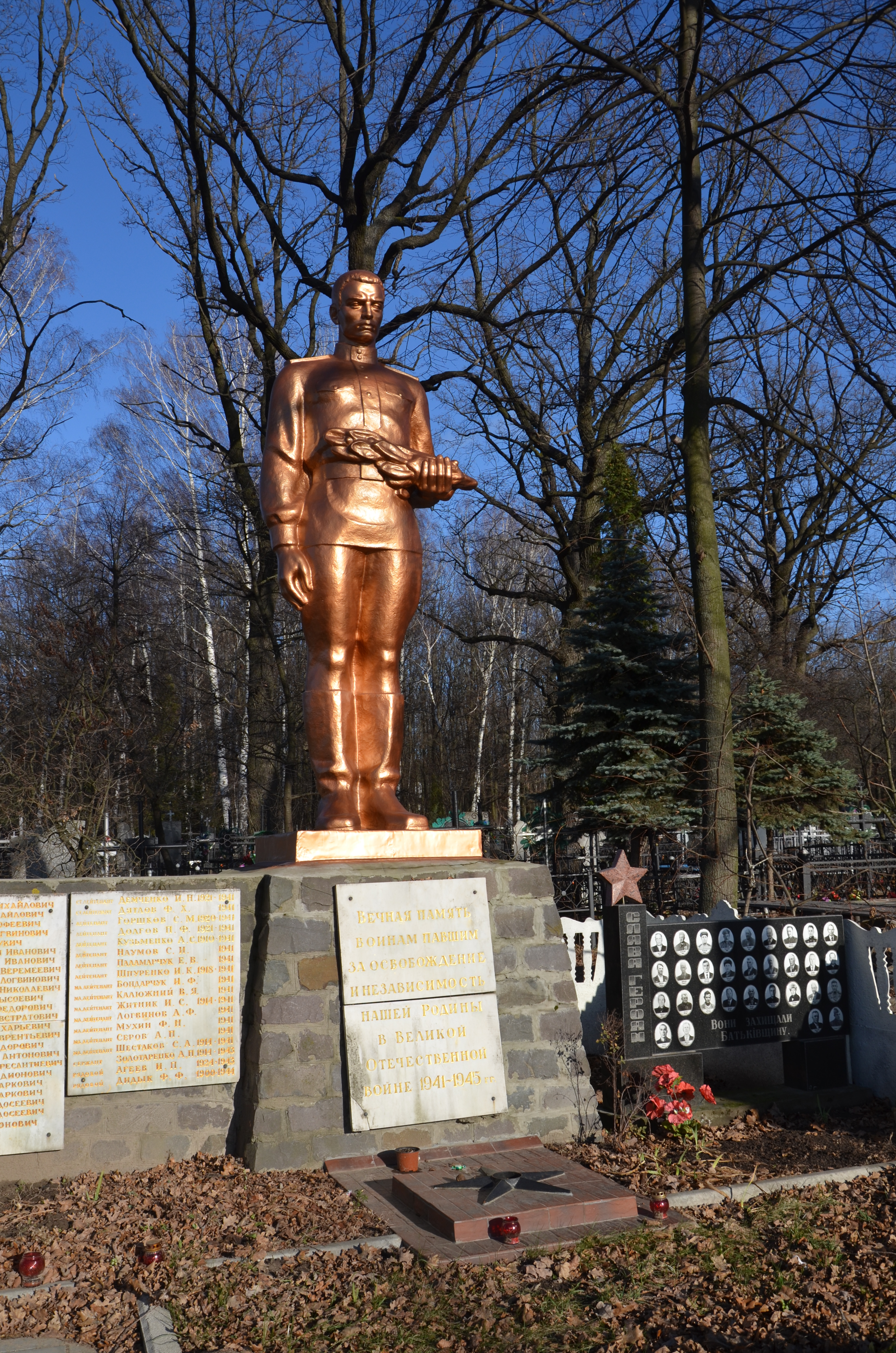
苏联军队士兵共同的坟墓
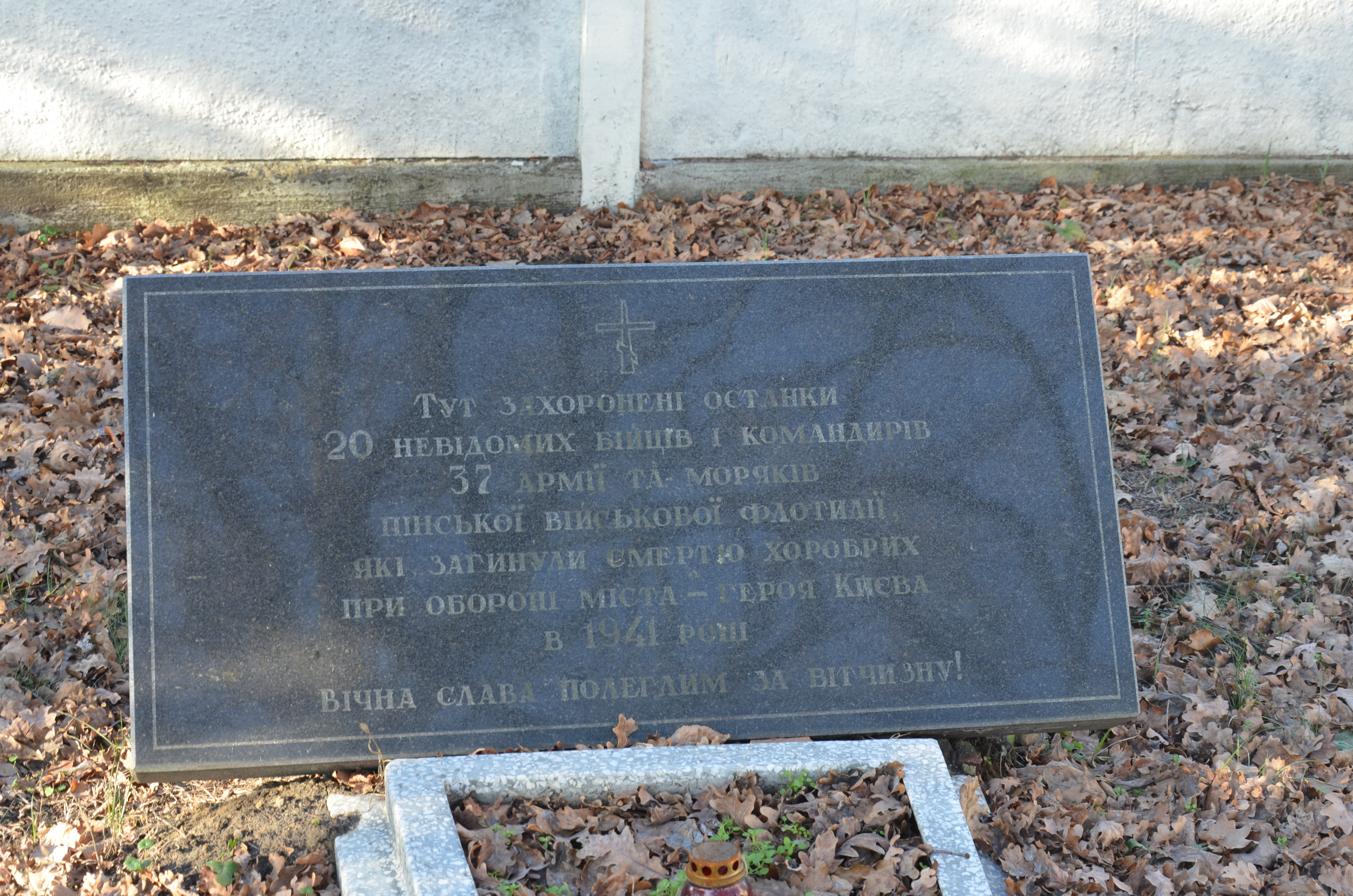
苏联军队士兵共同的坟墓
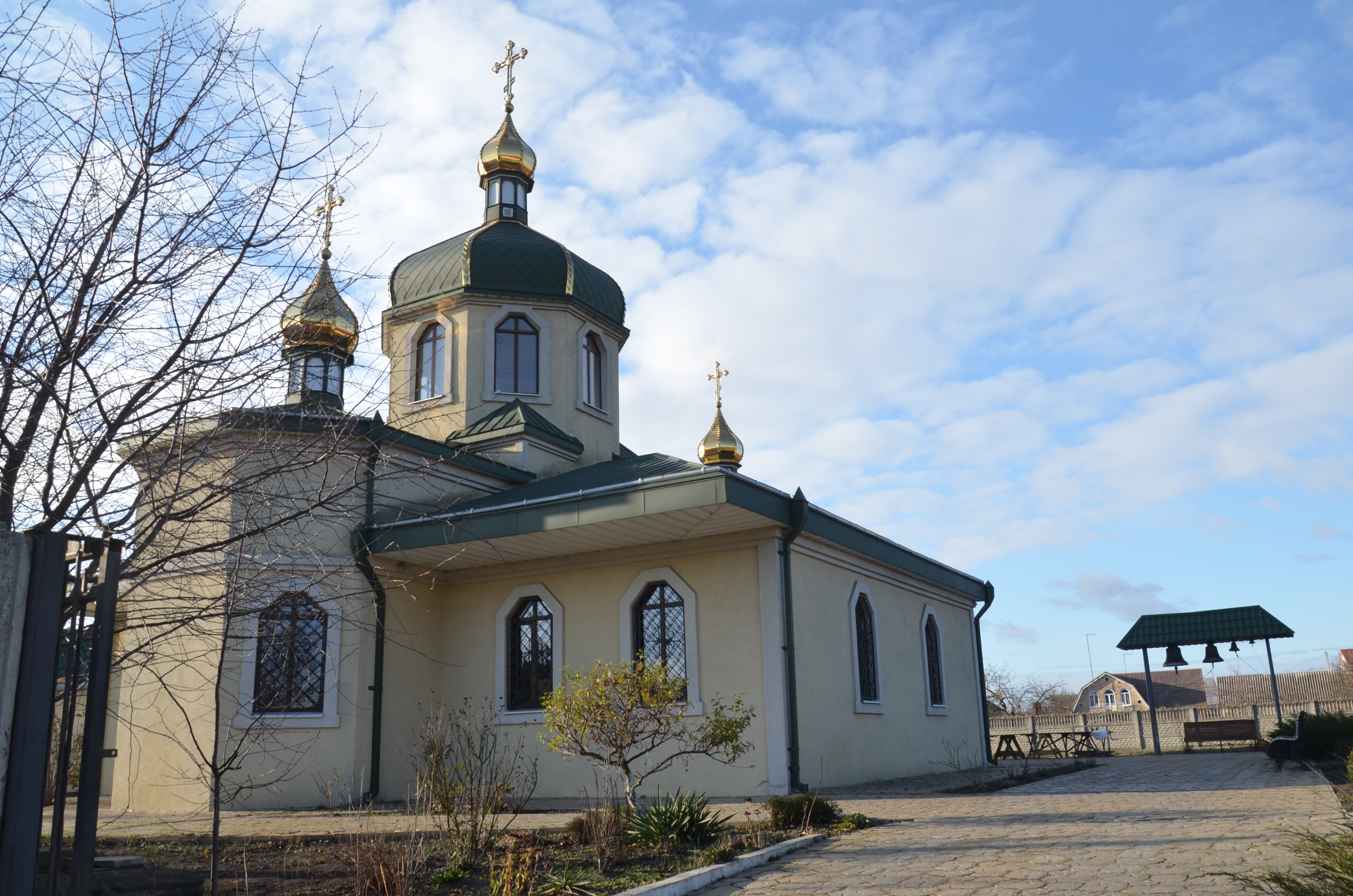
圣教堂 德米特里·索伦斯基
Siverka 河上的 Sahravschina 池塘
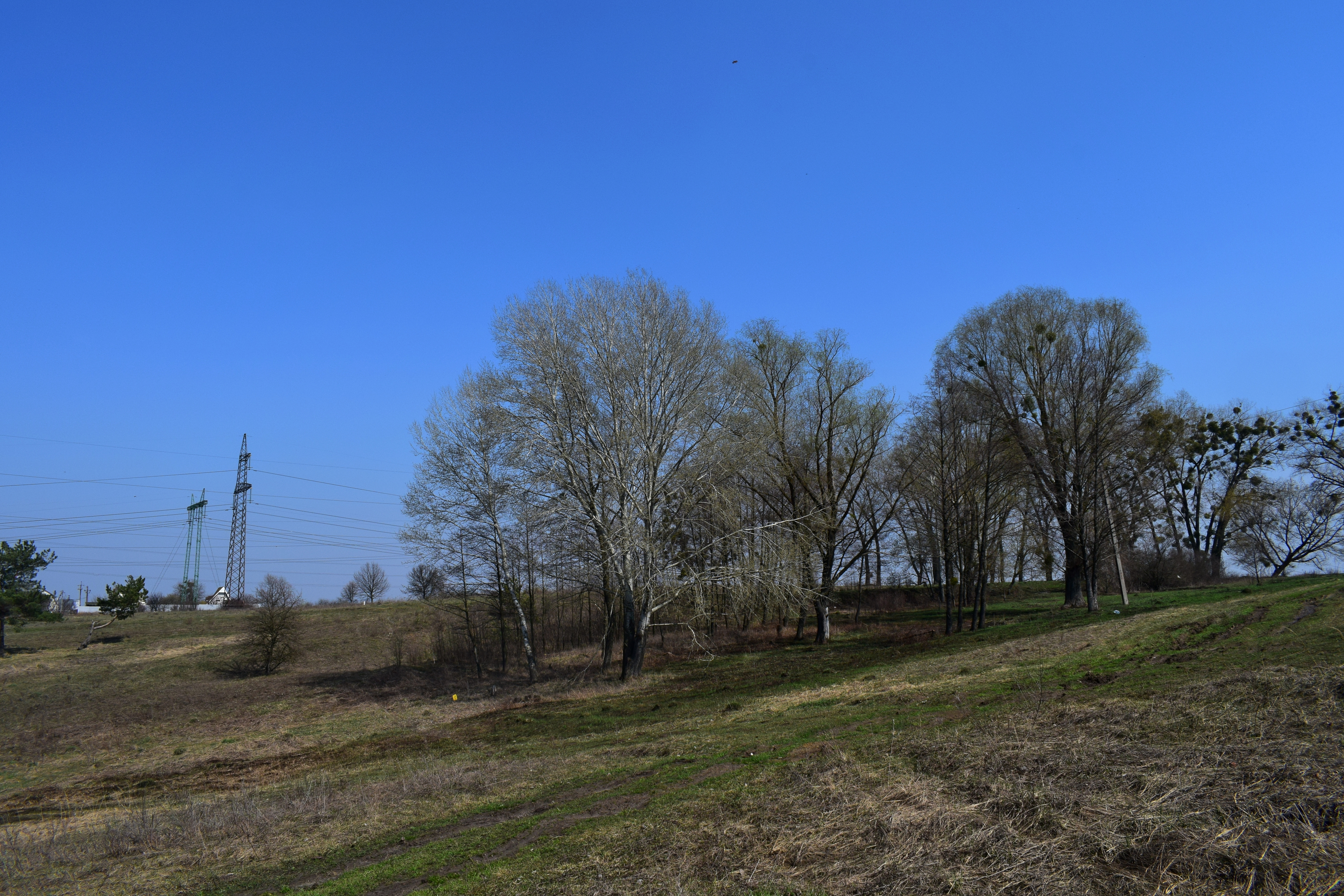
当地重要景观保护区“Yurivskmy”
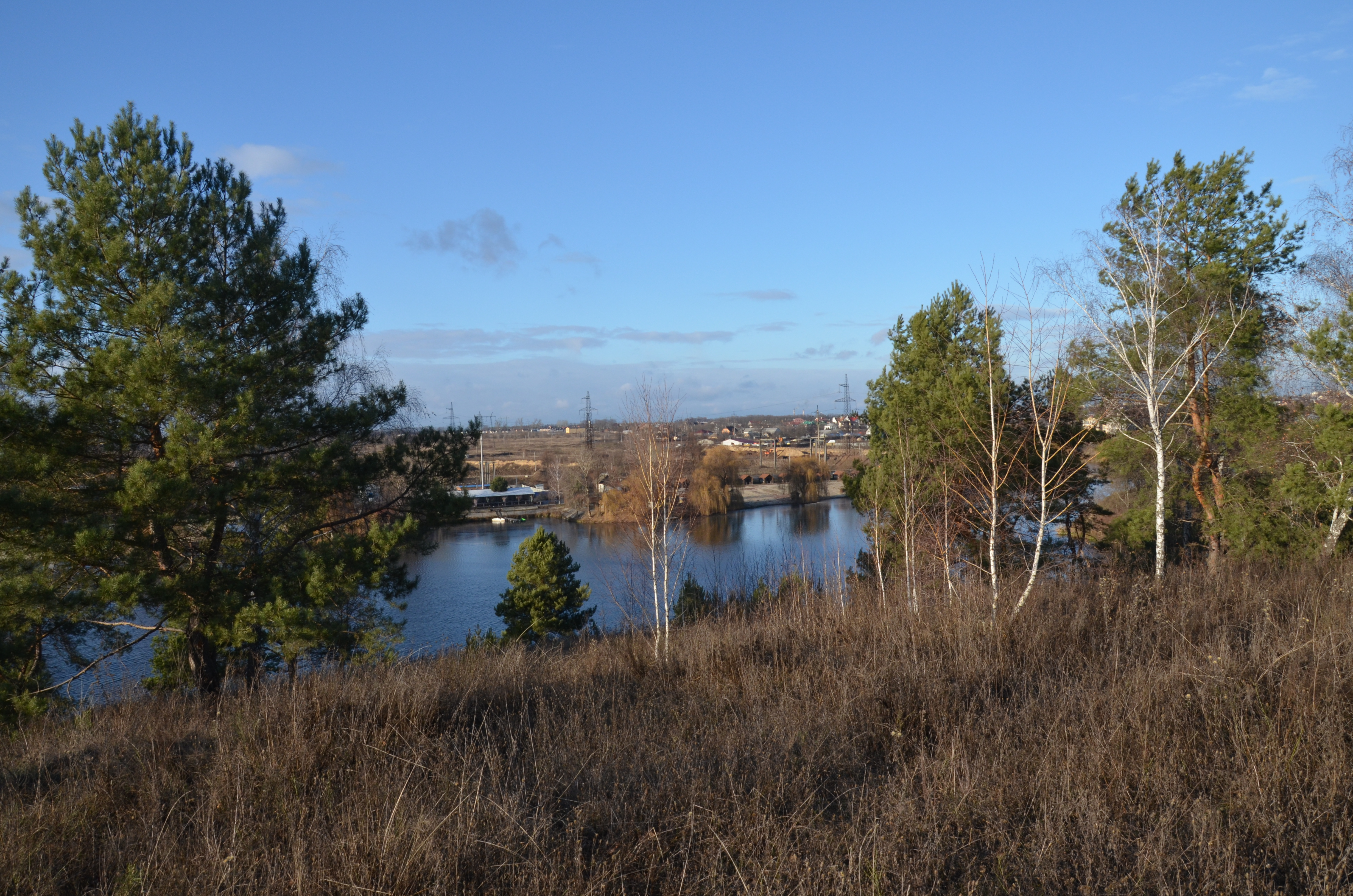
当地重要景观保护区“Yurivskmy”
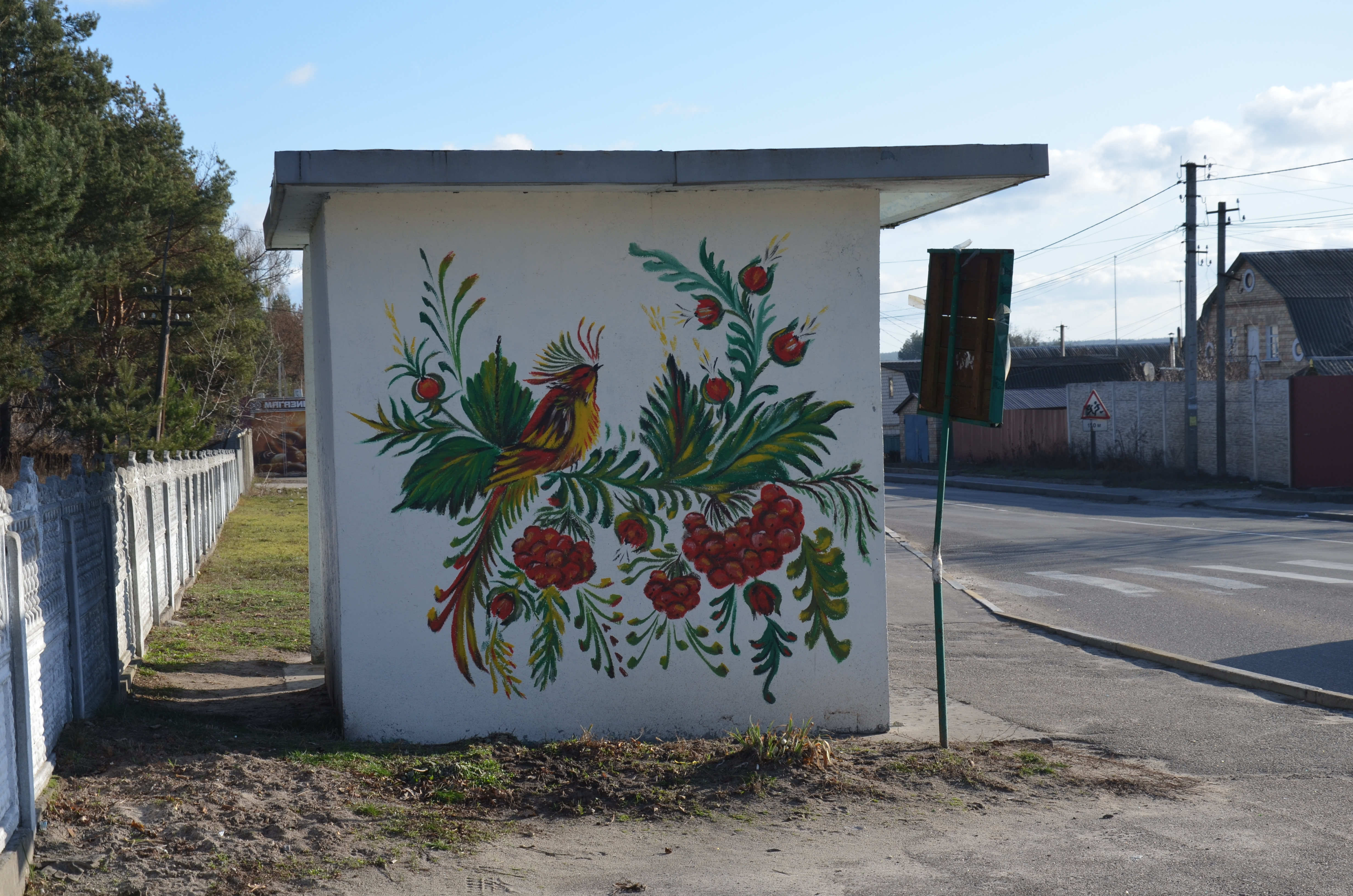
巴士站
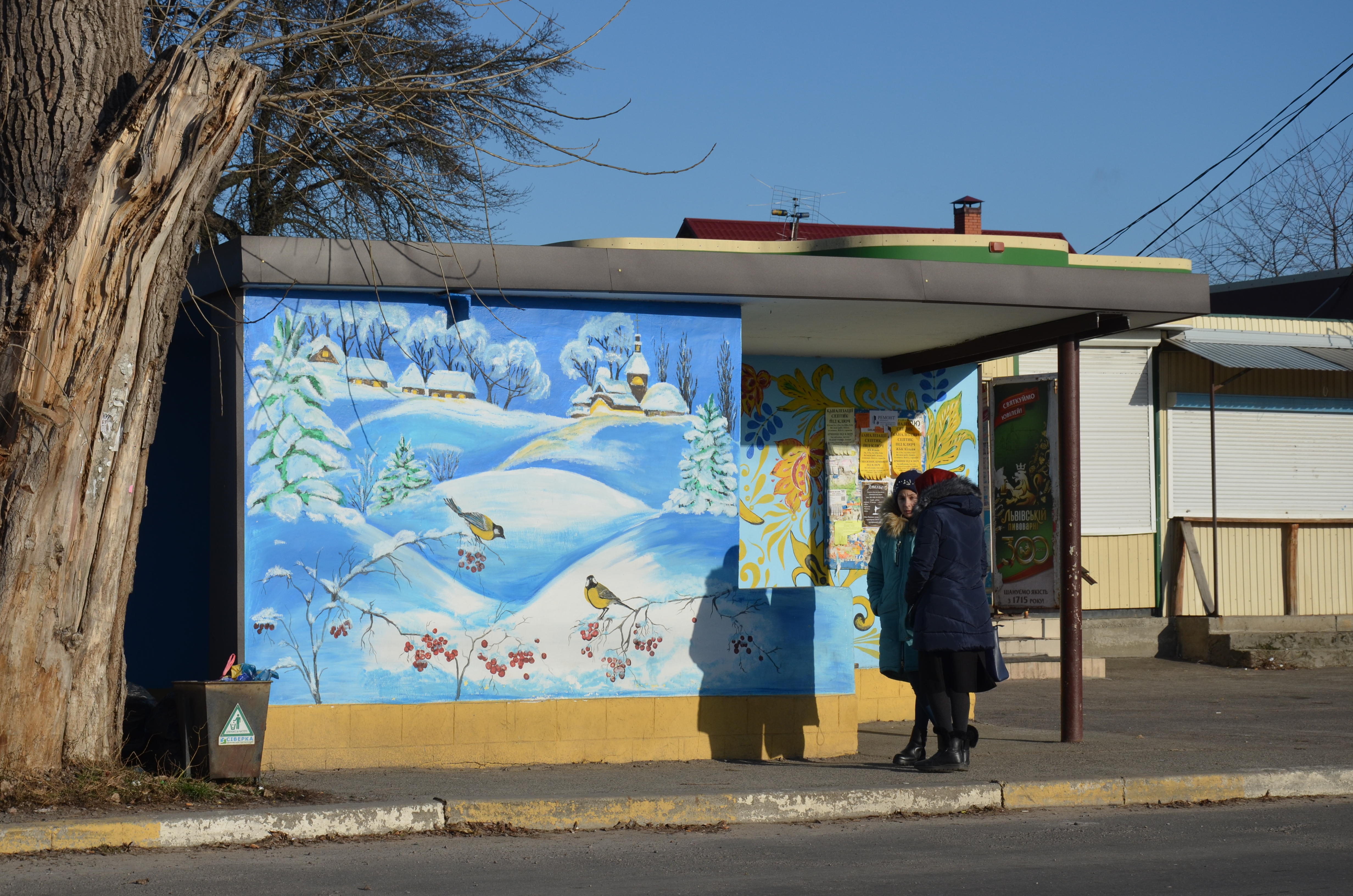
巴士站